# Nová Ves nad Popelkou
Nová Ves nad Popelkou (en allemand :  Neudorf an der Popelka) est une commune du district de Semily, dans la région de Liberec, en Tchéquie. Sa population s'élevait à 653 habitants en 2021.

## Géographie
Nová Ves nad Popelkou se trouve à 12 km au sud-est de Semily, à 38 km au sud-est de Liberec et à 86 km au nord-est de Prague.
La commune est limitée par Libštát au nord, par Bělá au nord-est, par Stará Paka à l'est, par Syřenov au sud et par Lomnice nad Popelkou à l'ouest.

## Histoire
La première mention écrite de la localité date de 1369.

## Transports
Par la route, Nová Ves nad Popelkou se trouve à 4 km de Lomnice nad Popelkou, à 49 km de Semily, à 57 km de Liberec et à 122 km de Prague.